# 1519
Năm 1525 (số La Mã: MDXIX) là một năm thường bắt đầu vào thứ bảy (liên kết sẽ hiển thị đầy đủ lịch) trong lịch Julius.

## Sự kiện

### Tháng 1
- Trịnh Tuy khiêu chiến Lê Chiêu Tông nhưng bị đánh bại

### Tháng 3
- Trịnh Tuy phế Lê Bảng lập Lê Do làm vua niên hiệu Thiên Hiến

### Tháng 7
- Mạc Đăng Dung vây đánh Từ Liêm phá quân Trịnh Tuy, giết Lê Do.  Nguyễn Kính, Nguyễn Áng, Hoàng Duy Nhạc đều xin hàng triều đình Hậu Lê. Trịnh Tuy trốn về Thanh Hóa.

## Mất

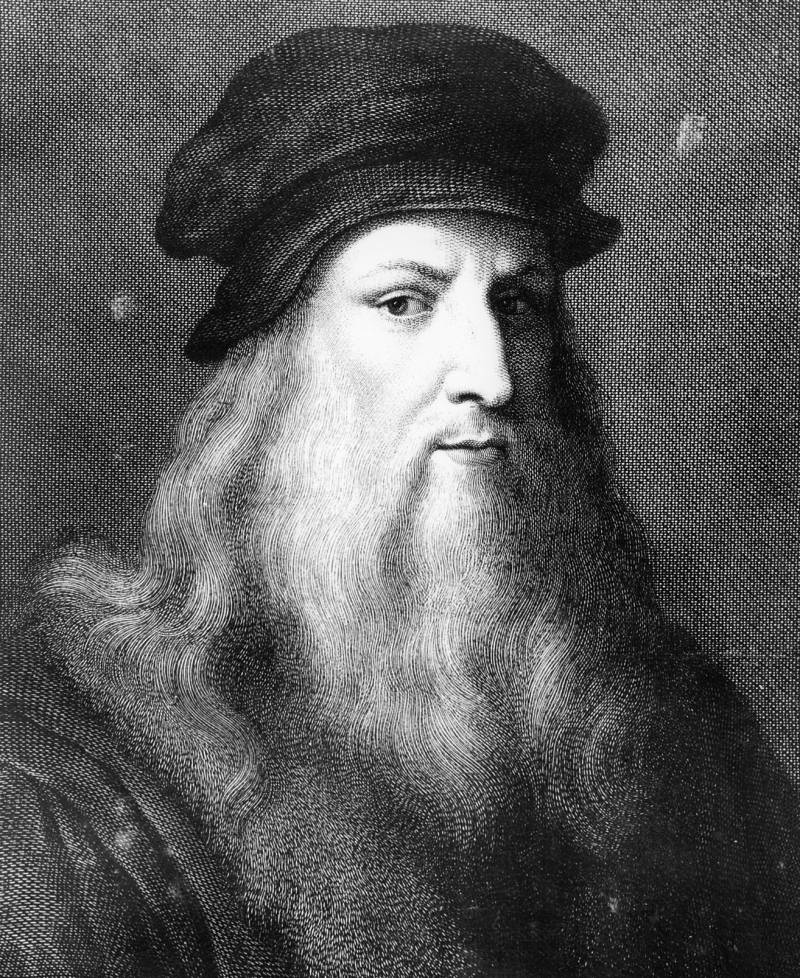
Leonardo da Vinci

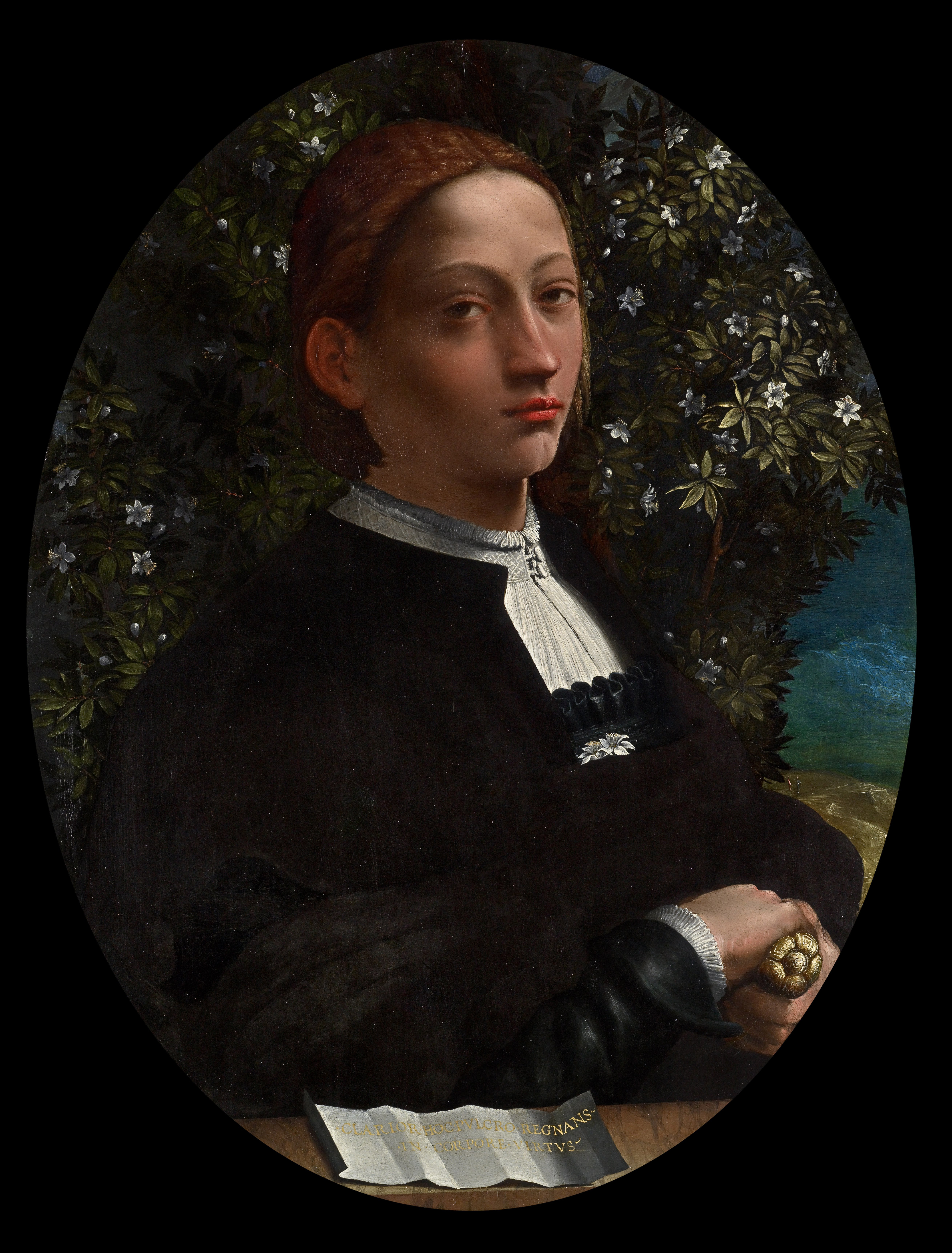
Lucrezia Borgia

Chu Hữu Nguyên

- 2 tháng 5: Leonardo da Vinci, nhà bác học người Ý thời Phục Hưng. (s. 1452).
- 24 tháng 6: Lucrezia Borgia, một nữ quý tộc người Ý, là con gái của Giáo hoàng Alexanđê VI và là em gái của Cesare Borgia, một chính trị gia nổi tiếng đương thời. (s. 1480).
- 13 tháng 7: Chu Hữu Nguyên, con trai thứ tư của Minh Hiến Tông Chu Kiến Thâm, cha của Minh Thế Tông Chu Hậu Thông. (s. 1476).